# プスコフ年代記
プスコフ年代記（プスコフねんだいき、ロシア語: Псковская летопись）は、14 - 17世紀のプスコフ、ノヴゴロド、バルト地方、モスクワの史料を元に編纂された、ルーシの年代記（レートピシ）である。以下の写本や改訂版がある。
プスコフ第一年代記は、15 - 17世紀の出来事を収録しており、いくつかの写本がある。すなわち、Тихановский写本、Архивский第一写本、Погодинский写本、Оболенский写本である。このうち、Тихановский写本はプスコフ公ダウマンタス（プスコフ公：1266年 - 1299年）に関する物語から始まる。その後、プスコフの歴史に関する叙述がまとめられ、1464年から1469年にかけての、プスコフ公国の独立をかけたモスクワ大公国との闘争に関する記述で終わる。Архивский第一写本は、1470年代 - 1480年代の出来事と、プスコフ・モスクワ間の対立に関する記事を、Тихановский写本に補足したものである。Погодинский写本、Оболенский写本の文章には、ノヴゴロド第五年代記と類似するものを含んでいる。一方、1447年から記述が始まる点に関しては、Архивский第一写本に類似している。帝政ロシアの学者A.シャフマトフ(ru)は、この版の編纂者を、スパソ・エレザロフスキー修道院(ru)の長老・フィロフェイ(ru)（1465年頃生 - 1542年没）と推測した。この版には、モスクワのナメストニク（代官）に対する非難とともに、モスクワ大公に対する敬意が文章に表れている。
プスコフ第二年代記は、1483年から1486年にかけての、モスクワ大公のナメストニクと、プスコフのポサードニク（都市の長）との間の騒乱や伝染病などを詳細に記している。また、編纂者を、フスコフのポサードニクのステパン・ドイニコヴィチとする仮説がある。
プスコフ第三年代記は、17世紀半ばまでの出来事を記述している。特徴としては、1510年の記述などに、モスクワ大公に対する敵意が表れている。また、モスクワ大公ヴァシリー3世（在位：1505年 - 1533年）、イヴァン4世（在位1533年 - 1547年。のちツァーリとして1584年まで君臨）を非難する記述がある。これらの部分に関しては、プスコフ・ペチェルスキー修道院(ru)の典院・コルニリー(ru)（1501年生 - 1570年没）が改変した可能性がある。